# Contophryidae
Famille
Les Contophryidae sont une famille de Ciliés de la classe des Oligohymenophorea et de l’ordre des Astomatida.

## Étymologie
Le nom de la famille vient du genre type Contophrya, formé du préfixe cont-, « perche, pieux », et de οφρύς / ophrýs, « sourcil ⇒ cil ⇒ cilié », littéralement « cilié perché », sans doute en référence aux crochets en forme de « U » inversé, dont sont dotés ces ciliés, et qui leur donne un aspect « perché »,

## Description
Les Contophryidae ont une taille moyenne. Leur forme est allongée-ellipsoïdale. Ils nagent librement dans leur milieu de vie. Leur ciliation somatique est holotriche (c. à d. uniforme), avec système sécant sagittal antérieur, juste derrière une zone circulaire non cilié. Des fibres endosquelettiques sont associées aux cinéties somatiques uniquement dans la partie inférieure (= ventrale) du corps, et ils ont des structures d'attaches développées sous la forme d'une seule médiane ou de deux paires de crochets cytosquelettiques, qui ont la forme d'un « U » inversé. Leur macronoyau est ellipsoïde allongé ou en forme de ruban. Un micronoyau est présent. Leurs vacuoles contractiles sont disposées sur une seule rangée.

## Habitat
Les Contophryidae vivent dans des habitats terrestres, dans le tube digestif d'annélides oligochètes tropicales de la famille des Glossoscolecidae.

## Liste des genres
Selon GBIF (30 juillet 2023) :
- Contophrya de Puytorac & Dragesco, 1968

Selon Lynn (2008) :
- Contophyra de Puytorac & Dragesco, 1969
- Dicontophrya de Puytorac & Dragesco, 1969

## Systématique
Le nom valide de ce taxon est Contophryidae de Puytorac, 1972. Le statut, l'affinité, la portée ou la nomenclature de ce taxon sont contestés.